# 滝駅 (兵庫県)
滝駅（たきえき）は、兵庫県加東市上滝野にある、西日本旅客鉄道（JR西日本）加古川線の駅である。

## 歴史
- 1913年（大正2年）
  - 8月10日：播州鉄道 国包駅（現在の厄神駅） - 西脇駅間の開通と同時に、仮滝野駅として開業[1][2]。旅客営業のみ[3]。
  - 8月28日：停留場に格下げされ滝停留場に改称[2][4]。
- 1914年（大正3年）
  - 1月1日：営業休止[1][2]。
  - 5月1日：営業再開[1][2]。
- 1921年（大正10年）5月9日：臨時停留場に格下げ[2][5]。
- 1923年（大正12年）12月21日：路線譲渡により播丹鉄道に承継される[6]。
- 1943年（昭和18年）6月1日：播丹鉄道の国有化により鉄道省加古川線所属となる。同時に常設駅に昇格し滝駅となる[2][7]。
- 1949年（昭和24年）8月1日：無人化。
- 1987年（昭和62年）4月1日：国鉄分割民営化により西日本旅客鉄道（JR西日本）の駅となる[1]。
- 1990年（平成2年）6月1日：加古川鉄道部発足により、その管轄となる。
- 2009年（平成21年）7月1日：加古川鉄道部廃止[8]に伴い神戸支社直轄へ変更され、加古川駅の被管理駅となる[9]。
- 2016年（平成28年）3月26日：ICカード「ICOCA」の利用が可能となる[10]。ICカード専用簡易改札機で対応。

## 駅構造
地上駅で、谷川方面に向かって右側に1面1線の単式ホームを有する停留所になっている。
加古川駅管理の無人駅であり、ホームには公衆電話と仮設タイプの公衆トイレ以外目立った設備はない。自動券売機や乗車駅証明書発行機も非設置である（加古川 - 西脇市間で唯一）。

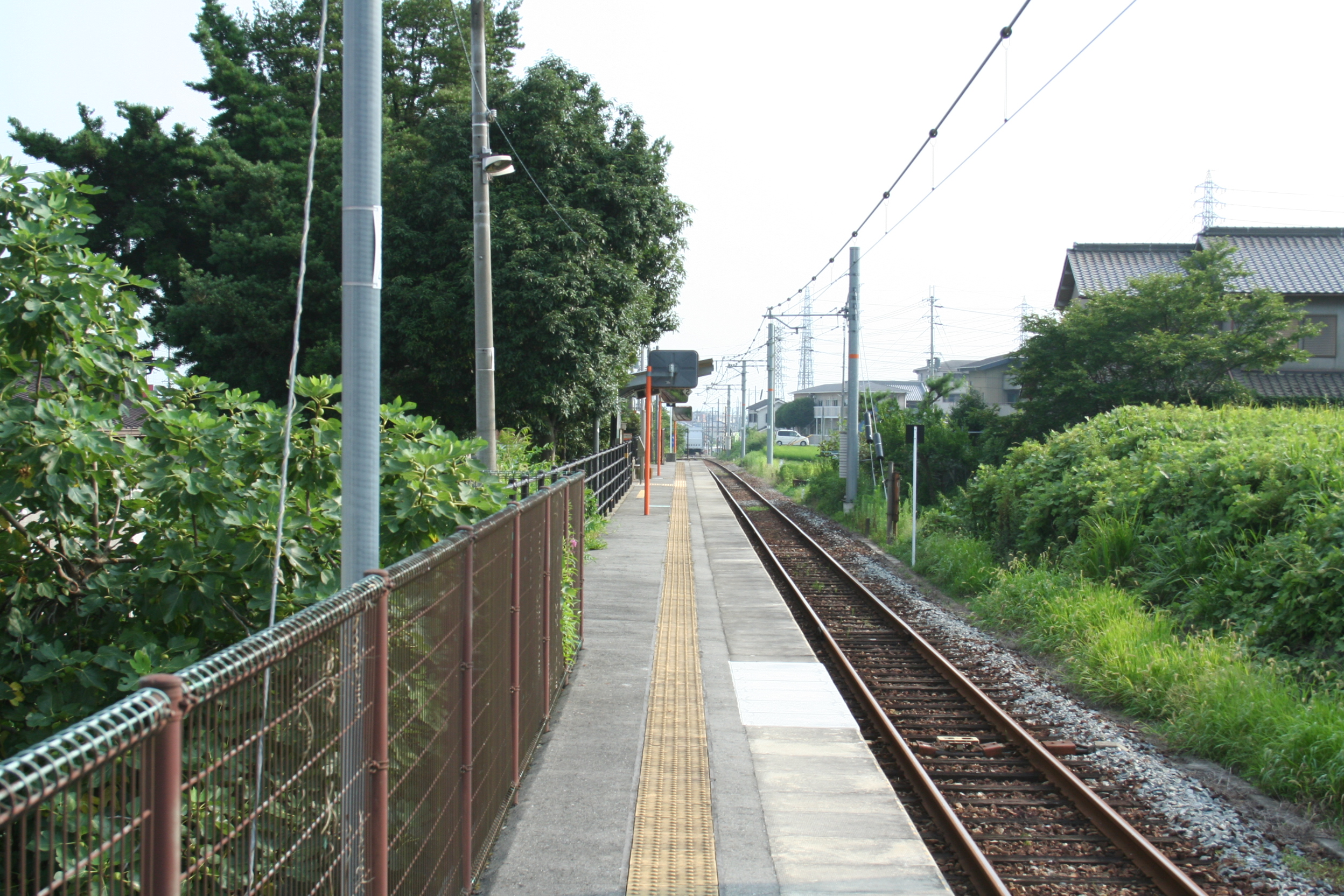
ホーム（2010年7月）

## 利用状況
2023年（令和5年）度の1日平均乗車人員は60人である。
近年の1日平均乗車人員の推移は以下の通りである。
| 乗車人員推移 | 乗車人員推移 |
| 年度         | 1日平均人数  |
| ------------ | ------------ |
| 2000         | 38           |
| 2001         | 36           |
| 2002         | 34           |
| 2003         | 28           |
| 2004         | 34           |
| 2005         | 43           |
| 2006         | 44           |
| 2007         | 37           |
| 2008         | 48           |
| 2009         | 48           |
| 2010         | 53           |
| 2011         | 57           |
| 2012         | 51           |
| 2013         | 55           |
| 2014         | 56           |
| 2015         | 51           |
| 2016         | 55           |
| 2017         | 51           |
| 2018         | 48           |
| 2019         | 54           |
| 2020         | 50           |
| 2021         | 51           |
| 2022         | 54           |
| 2023         | 60           |

## 駅周辺
- 闘龍灘
  - 加古川中流の水流が岩場を抜ける名所、周辺に民宿が点在。
- 兵庫県道17号西脇三田線

### バス路線
駅前を通る兵庫県道17号線に「滝駅前BS」停留所があり、神姫バス（社営業所）の路線が発着する。なお、中国ハイウェイバス西脇線は通過扱いとなっており、停車しない。
- 西脇急行線
  - 急行：三宮
  - 社（車庫前）※終点で「急行」三宮行に連絡
  - 西脇営業所
  - 社高校（神姫グリーンバス）

## 隣の駅
西日本旅客鉄道（JR西日本）
 加古川線
滝野駅 - 滝駅 - 西脇市駅